# Mike Sullivan (politiker)
Michael John "Mike" Sullivan, född 22 september 1939 i Omaha, Nebraska, är en amerikansk diplomat och politiker (demokrat). Han var guvernör i delstaten Wyoming 1987–1995.
Sullivan studerade vid University of Wyoming där han 1961 avlade sin kandidatexamen och tre år senare juristexamen. Efter en lång karriär som advokat efterträdde han 1987 Ed Herschler som guvernör och efterträddes 1995 av Jim Geringer.
President Bill Clinton utnämnde 1998 Sullivan till USA:s ambassadör i Dublin. Han tillträdde ämbetet i januari 1999 och avgick i juni 2001. Sullivan återupptog sedan sin karriär som advokat.